# Mirta Nadal de Badaró
Mirta Nadal de Badaró (Montevideo, 1927-2022), más conocida como Nená Badaró, fue una artista visual uruguaya. 

## Biografía
Ingresó en la Escuela de Bellas Artes de Uruguay en 1951. En 1963 junto con Carmen Martín creó el Taller Malvín, que ganó el Premio Morosoli en 2014. Muchos artistas visuales de Uruguay se formaron en el Taller. 
Nená Badaró trabajó en la creación de escenografías para diferentes obras y compañías teatrales uruguayas. También se desempeñó como docente en la Escuela Experimental y en la Uni3.
En 2017, el Museo Blanes realizó una exposición denominada "Nená Badaró: Puntadas de luz", curada por la directora del museo, Cristina Bausero, y con la coordinación general de Claudia Anselmi.